# 서부주 (케냐)

서부주

서부주(Western Province)는 케냐에 존재했던 8개 주 가운데 하나다. 주도는 카카메가였으며 면적은 8,361km2, 인구는 3,358,776명(1999년 인구 조사 기준)였다. 북서쪽으로는 우간다와 국경을 접하며 동쪽으로는 리프트밸리주, 남쪽으로는 니안자주와 접했다. 케냐에서 두 번째로 높은 산인 엘곤산이 위치한다.

## 행정 구역
16개 구를 관할했다.
- 동붕고마구 (웨부예구)
- 서붕고마구 (시리시아구)
- 남붕고마구
- 북붕고마구
- 부냘라구
- 부시아구
- 부테레구
- 에무하야구
- 하미시구
- 남카카메가구
- 북카카메가구 (말라바구)
- 루가리구
- 마운트엘곤구
- 무미아스구
- 사미아구
- 비히가구